# 5ª Squadriglia per l'artiglieria
La 5ª Squadriglia per l'artiglieria del Servizio Aeronautico del Regio Esercito fu costituita il 15 ottobre 1915 con aerei Caudron G.3.

## Storia
Costituita il 15 ottobre 1915 al Campo di aviazione di Oleis (campo di Azzano) di Manzano su Caudron G.3 la 5ª Squadriglia viene mobilitata il 21 ottobre schierandosi per il Comando di artiglieria dell'VIII Corpo d'armata della 2ª Armata al comando del capitano Raul Lampugnani, altri 8 piloti e 8 osservatori.
Nel 1915 esegue 32 voli di guerra.
Al 1º gennaio 1916 dispone di 6 piloti e 5 osservatori ed il 4 marzo Lampugnani lascia il comando al cap. osservatore Vittorio Giovine.
Il 15 aprile dopo il cambio dei nomi delle squadriglie diventa 45ª Squadriglia.